# Liver bird

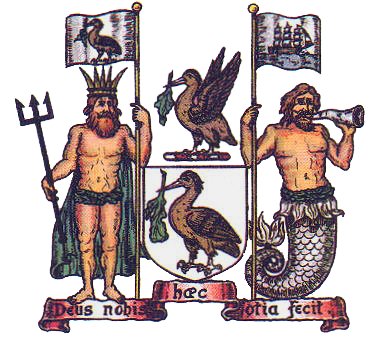
Lo stemma di Liverpool

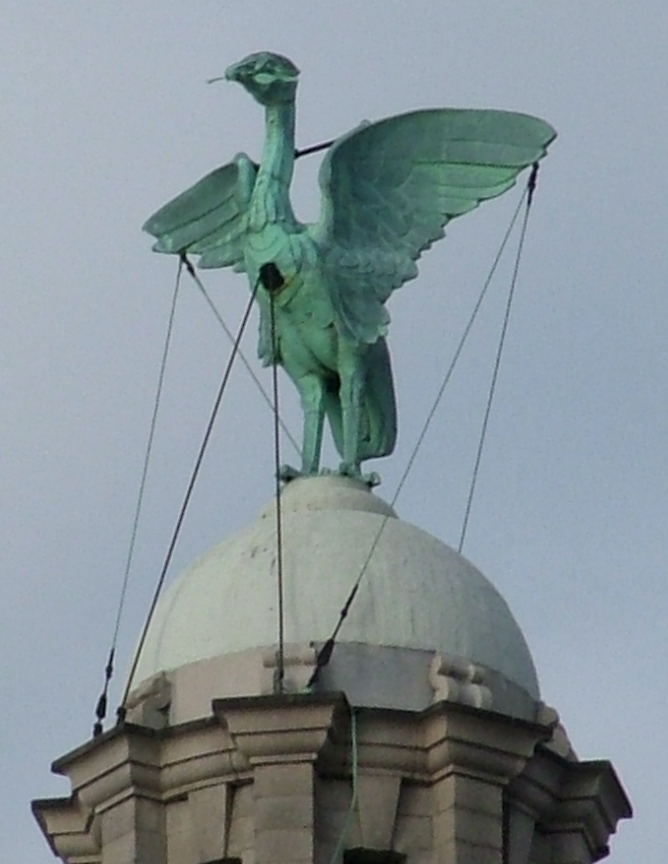
Il Liver bird su una delle torri del Royal Liver Building.

Il Liver bird è il simbolo della città di Liverpool ed è un uccello mitico, mezzo cormorano e metà aquila. Tiene un rametto di ginestra nel becco in omaggio ai Plantageneti. Si trova in cima alle due torri del Royal Liver Building, sulle rive del Mersey, sul lungomare di Liverpool.

## Storia
Il primo uso noto dell'immagine di un uccello - la sua immagine sul sigillo della città - è nota fin dal 1350 come ipotetico riferimento a re Giovanni. Questo sigillo è attualmente nel British Museum.
Nel 1668, il Conte di Derby consegnò al consiglio comunale una mazza incisa con l'immagine di un uccello di Liverpool; Questo è il primo caso noto quando viene chiamato con quel nome. Nel 1797, il College of Arms - la principale istituzione della Gran Bretagna in materia di araldica - approvò lo stemma ufficiale di Liverpool, che raffigura questo uccello in un luogo d'onore.

## Leggenda
La leggenda narra che i due Liver bird siano una coppia il cui maschio contempla il Mare d'Irlanda per sorvegliare i marinai mentre la femmina veglia sulle donne e sui bambini rimasti in città. Secondo un'altra leggenda popolare, la femmina si affaccia sul mare (per guardare i marinai rientrare in sicurezza a casa), mentre il maschio guarda in città (assicurandosi che i pub siano aperti). Un giorno, questa coppia di uccelli deciderà di volare insieme e questo giorno segnerà la fine della città di Liverpool.
Si può trovare sullo scudo del Liverpool FC o sul cimiero dello stemma di Paul McCartney, così come in tutta la città.